# サンタ・クローチェ聖堂 (フィレンツェ)

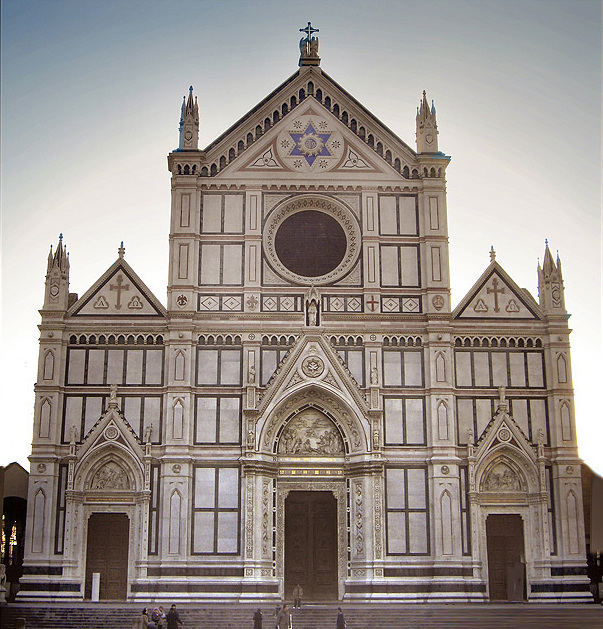

サンタ・クローチェ聖堂(Basilica di Santa Croce)は、フィレンツェにあるコンベツァル聖フランシスコ会の最も重要な教会のうちの一つであり、イタリアにおける代表的なゴシック建築の一例である。サンタ・クローチェ広場にあり、サンタ・マリア・デル・フィオーレ大聖堂からは南東800mのところに位置する。元々は市の城壁の外側にある湿地帯だった。この聖堂は、ミケランジェロ、ガリレオ、マキャヴェッリ、ジョヴァンニ・ジェンティーレ、ロッシーニといった有名なイタリア人たちの埋葬場所でもあり、そのことから「«pantheon» delle glorie italiane（イタリアの栄光のパンテオン）」として知られている。

## 歴史
フランシスコ会の創設者であるアッシジの聖フランチェスコは、カッシア街道を伝って、1211年には既にフィレンツェを訪れたことがあったが、その後、1226年から1228年に数人の信奉者を連れてフィレンツェ、アルノ川の中州に定住するようになった（当時アルノ川は現在のベッカリア広場付近で二手に分かれ、現ヴェルディ＝ベンチ通り付近で再び合流していた）。この場所に祈祷堂を建設した。信者が増えると共に建物は増築され、1252年には完全に改装された。
このような建築工事は信者たちの間で議論をの種となった。信者たちのなかには、フランシスコ会の規則に沿って必要最低限の建物だけを欲する者と、もっと広々とした建築を欲する者がいたためである。いずれにしても、改装された教会も早々に不十分となり、1294年には再建する決定が下された。再建計画には、自治都市フィレンツェにおいて既に建築計画で名を馳せていた建築家アルノルフォ・ディ・カンビオが携わったようである（これを確証する史料は見つかっていない）。フィレンツェの年代記を著したジョヴァンニ・ヴィッラーニは、1294年5月3日に荘厳なる式典が行われ、礎石が置かれた様子を記録している。
建築費用はフィレンツェ共和国市民が供出した。建築家アルノルフォが1302年に没した時点では、内陣と翼廊が完成していたはずである。その後も建築作業は着々と進められ、1320年には聖堂は利用可能なまでになっていた。しかし、14世紀の危機、洪水、ペストなど様々な災禍により完成は大きく遅れた。いつ完成したのか明確には知られていないが、恐らく1385年頃であろう。いずれにせよ、ようやく1443年の公現祭（1月6日）に教皇エウゲニウス4世臨席のもとベッサリオーネ枢機卿により聖堂は聖別された。
修道院は、聖堂と同時期に誕生した。最初の核心部分は、聖具室、寄宿舎、病室、客人宿泊室、食堂、図書館から成っていた。
聖堂は、聖別されたあとも、7世紀に渡って増築、改修され続けてきた。16世紀後半にジョルジョ・ヴァザーリにより成された改装や、19世紀にサンタ・クローチェ聖堂をイタリア史の偉大なる霊廟とすべく実施された改装は、歴史的・政治的変遷の帰結であった。
1966年にフィレンツェを襲った大洪水は、フィレンツェで最も低い地域に位置するサンタ・クローチェ聖堂と修道院に大きな傷跡を残した（このときチマブーエの≪十字架≫は大きく破損した）。

## ファサード

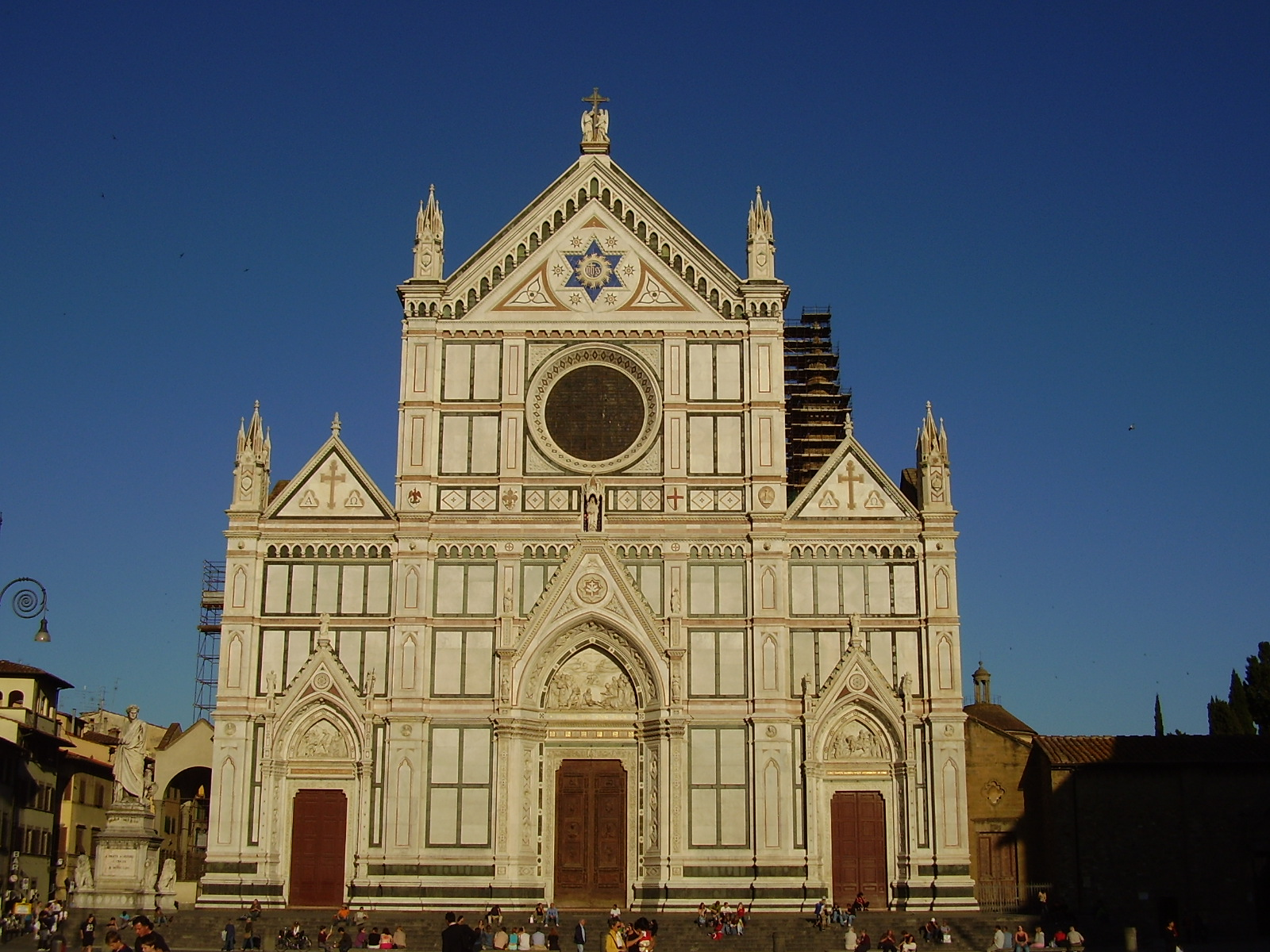
サンタ・クローチェ聖堂のファサード

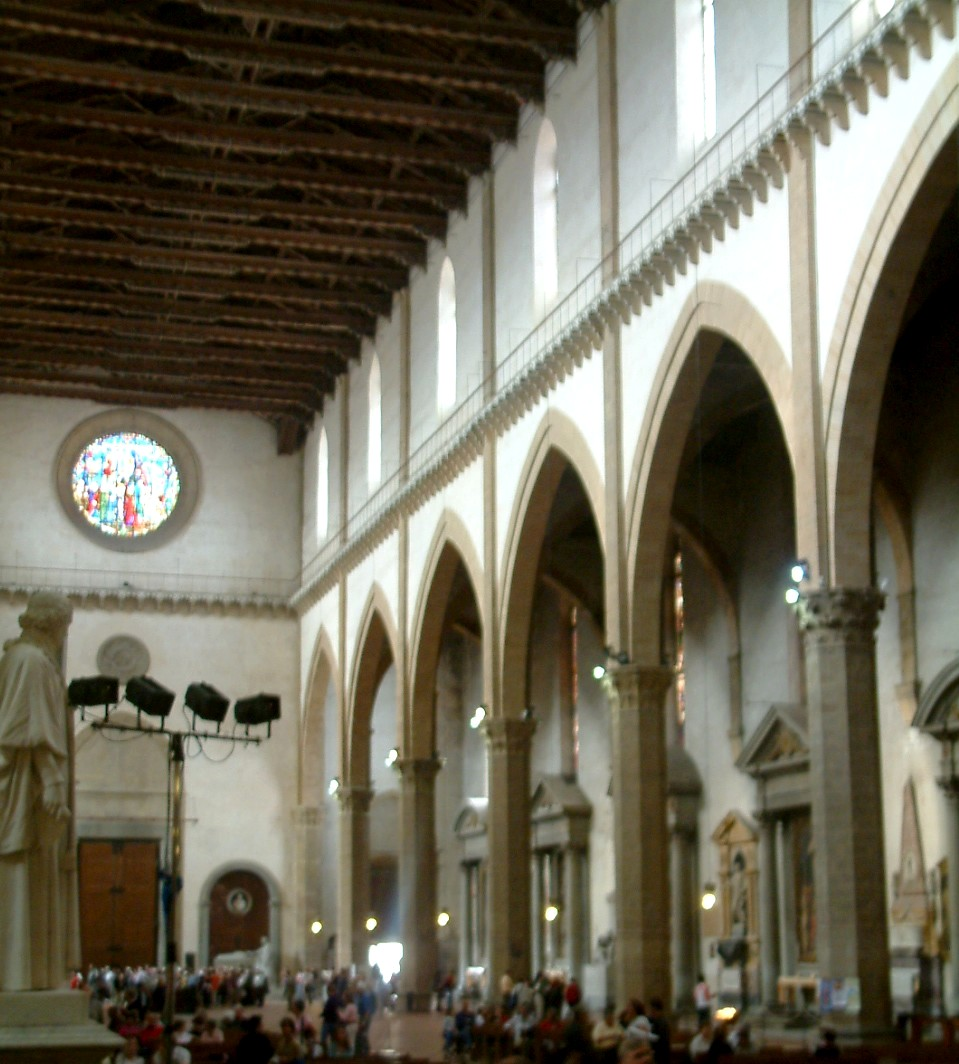
屋内

サンタ・クローチェ聖堂は8段の階段により底上げされている。元来のファサードは、フィレンツェの多くの聖堂と同様に未完のままで、サン・ロレンツォ聖堂のファサードと類似したものだった。
15世紀にクアッラテージ家がファサード建設に出資することをフランシスコ会に持ち掛けたものの、フランシスコ会士たちはファサード中央に同家の家紋を掲げるという出資の条件を呑むことができず断念した（クアッラテージ家は、代わりに、サン・サルヴァトーレ・アル・モンテ教会の装飾に出資した）。
今日のファサードは1853年から1863年にかけて建築家ニッコロ・マタスにより実現されたもので、シエナ大聖堂やオルヴィエート大聖堂に想を得ている。

## 聖堂内部
建物のデザインはフランシスコ会の質素さを反映したものである。八角形の柱列が並ぶ全長115ｍの三廊式の身廊と、73.54ｍの翼廊から成るＴ字型の建築平面である。
元来、5番目の径間から翼廊を含む主祭壇までの区画は聖職者だけが立ち入り可能で、障壁により信者の区画から分けられていたが、トリエント公会議以降、トスカーナ大公コジモ1世の命により、ジョルジョ・ヴァザーリの指揮下で対抗宗教改革の方針に準拠した教会の改築が行なわれるなかで、この障壁は撤去された。この改装工事の中で、壁面を飾っていた14世紀のフレスコ画は漆喰により覆われ、大型の祭壇が壁面沿いに設置された（近年再発見された14世紀のフレスコ画は、聖堂付属美術館にて見学可能である）。

### 翼廊の礼拝堂

#### 主礼拝堂
主礼拝堂の中央に掲げられた十字架は無名の「フィリーネの画家」の作品である。多翼祭壇画は数人の画家による合作であり、聖母を表す中央パネルはニッコロ・ジェリーニ、左右のパネルに描かれた教会博士たちはジョヴァンニ・デル・ビオンドと無名の画家による。
主礼拝堂を飾るフレスコ壁面は、1380年頃にアーニョロ・ガッディにより描かれ、≪聖十字架の発見≫を表しており、右壁面上部から下部へと物語は展開する。

右壁面
- 大天使ミカエルがセトに知識の木の枝を与える
- セトがアダムの墓に木を植える
- 大きくなった木で橋を建設し、この橋でシバの女王がひざまずき、ソロモンはケタを外させ水に沈める
- イスラエル人がこの木を見つけ、これで十字架を作る
- 聖女ヘレナが土を掘らせ、聖なる十字架を発見する

左壁面
- 聖女ヘレナがエルサレムに聖十字架を持ち帰る
- ペルシャ王ホスローがエルサレムを占拠し、十字架を奪い、民衆からあがめられる
- 東ローマ皇帝ヘラクレイオスの夢
- 東ローマ皇帝ヘラクレイオスがホスローの首を斬らせ、エルサレムに聖十字架を持ち帰る

ステンドグラスもアーニョロ・ガッディの意匠による。

#### 翼廊右の礼拝堂
主礼拝堂を飾るフレスコ画以上に重要なのは、右隣に位置するペルッツィ家礼拝堂とバルディ家礼拝堂の壁面を飾るジョットの手になるフレスコ画装飾である（1320－1325年）。ペルッツィ家礼拝堂には≪洗礼者聖ヨハネの生涯≫と≪福音記者ヨハネの生涯≫が、バルディ家礼拝堂には≪聖フランチェスコの生涯≫が描かれている。

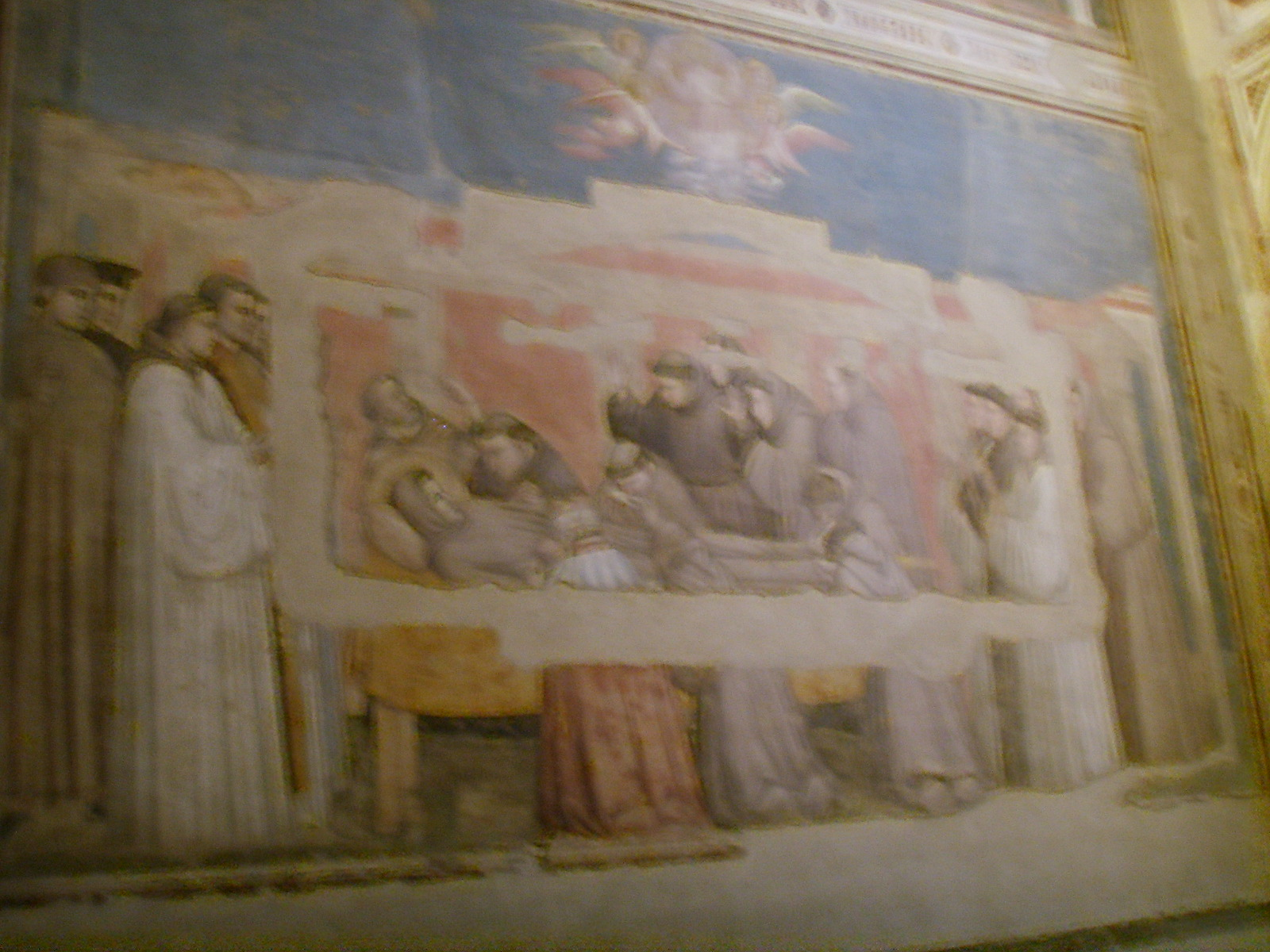
バルディ家礼拝堂のジョットのフレスコ画

上記の礼拝堂の並びには、さらに3つの礼拝堂、ジューニ家礼拝堂、リッカルディ家礼拝堂、ヴェッルーティ家礼拝堂がある。
さらに右側面に位置するバロンチェッリ家の礼拝堂は、ジョットの弟子タッデオ・ガッディの手になる≪聖母マリアの生涯≫を表すフレスコ画により飾られている（1332－1338年）。
同じく右側面に位置するカステッラーニ家礼拝堂は、タッデーオの息子、アーニョロ・ガッディと助手により、≪聖アントニオ、洗礼者ヨハネ、福音記者ヨハネ、バーリの聖ニコラの生涯≫を表すフレスコ画で装飾されている。

#### 翼廊左の礼拝堂
主礼拝堂の左隣に位置するのはスピネッリ家礼拝堂であり、1837年に改装された。続いて、カッポーニ家礼拝堂は、1926年に第一次世界大戦の戦没者たちの母親に捧げられた。リカーゾリ家礼拝堂は、19世紀初頭にルイージ・サバテッリと二人の息子たちにより≪パドヴァの聖アントニオの生涯≫を表すフレスコ画で飾られた。プルチ＝ベラルディ家礼拝堂は、ベルナルド・ダッディによるフレスコ画≪聖ラウレンティウスと聖ステーファノの殉教≫（1330年）で飾られ、祭壇にはジョヴァンニ・デッラ・ロッビアによるテラコッタが収められている。バルディ・ディ・ヴェルニオ家礼拝堂はマーゾ・ディ・バンコによるフレスコ画≪聖シルヴェストロの生涯≫で飾られている。
左側面に位置する礼拝堂も同じくバルディ・ディ・ベルニオの礼拝堂と呼ばれており、ドナテッロの≪キリスト磔刑≫が保管されている。
同じく左側面には、1584年にジョヴァンニ・アントニオ・ドシオにより建てられたニッコリーニ家礼拝堂があり、天井装飾はヴォルテッラーノが、彫刻はピエトロ・フランカヴィッラが、2枚の祭壇画はアレッサンドロ・アッローリが手掛けた。
最後に翼廊左の西面に位置するマキャベッリ＝サルヴィアーティ家礼拝堂にはヤーコポ・リゴッツィによる祭壇画≪聖ラウレンティウスの殉教≫が置かれている。

### 聖具室

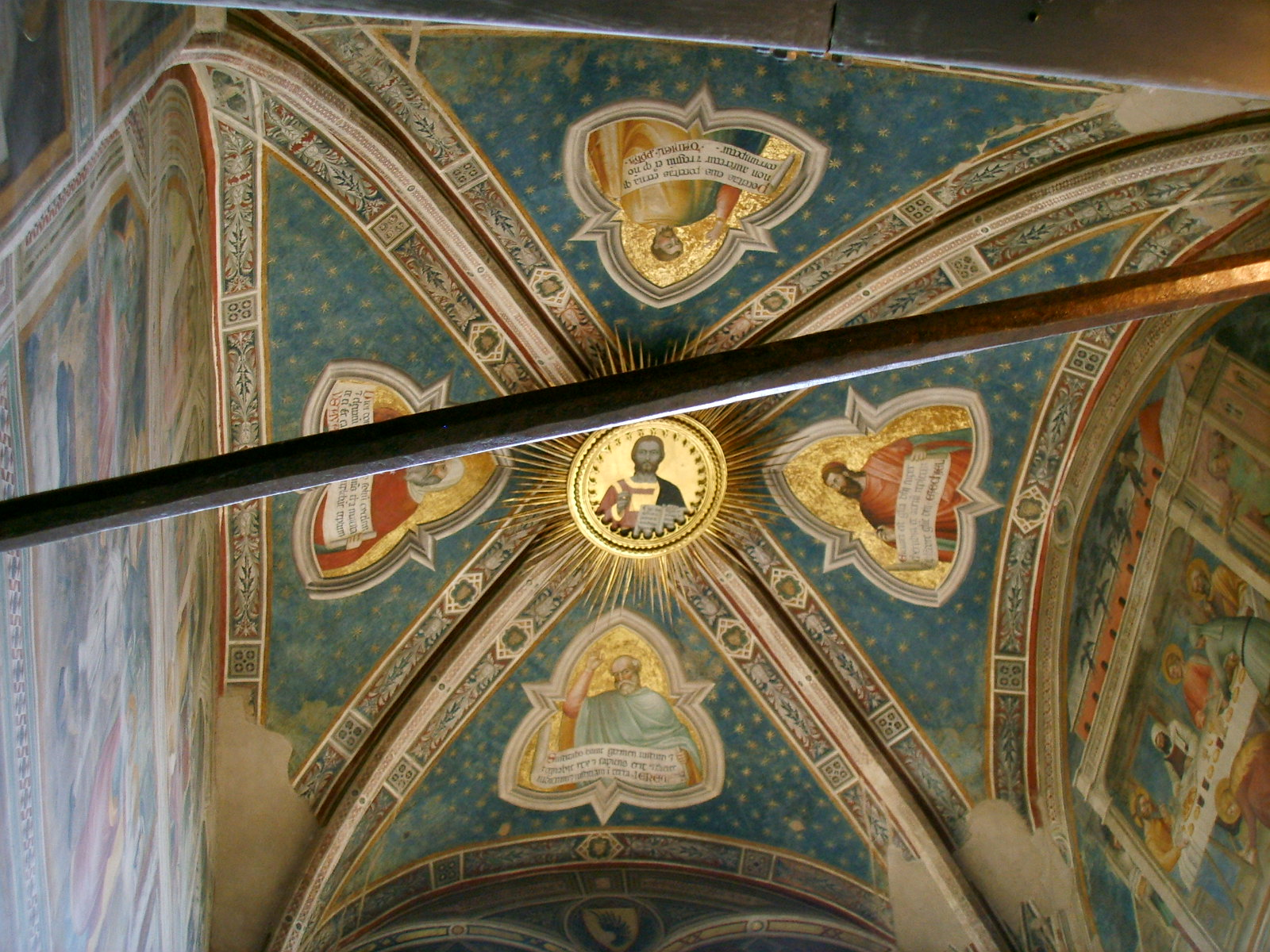
リヌッチーニ礼拝堂のジョヴァンニ・ダ・ミラノのフレスコ画

リヌッチーニ家礼拝堂

### 身廊の墓廟と諸作品

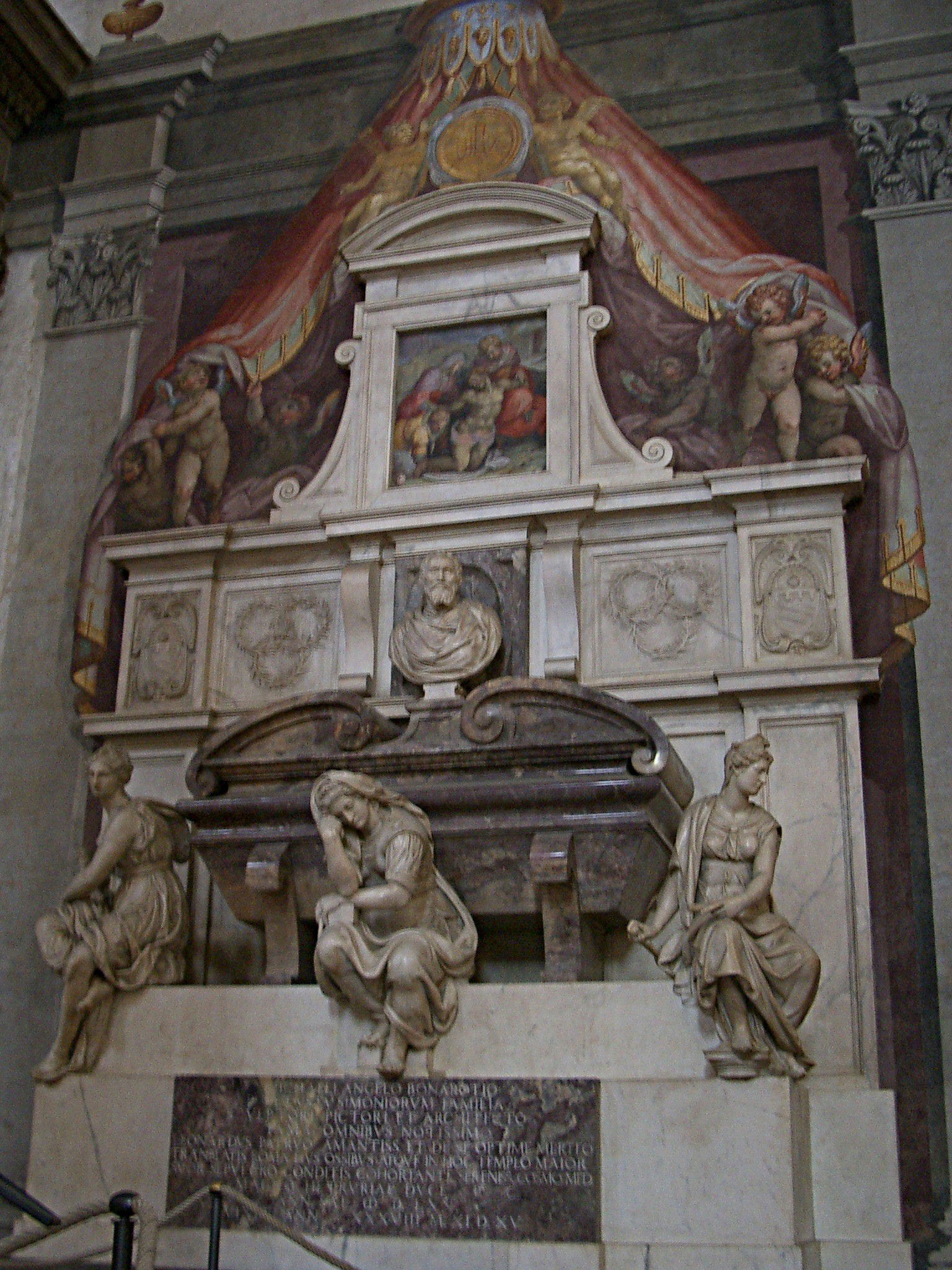
ミケランジェロの墓碑

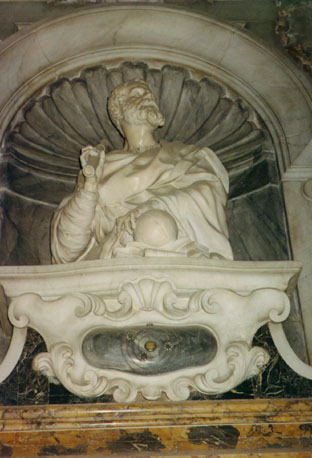
ガリレオの墓碑

- レオン・バッティスタ・アルベルティ（15世紀の建築家、建築理論家）
- ヴィットーリオ・アルフィエーリ（18世紀の詩人、劇作家）
- エウジェーニオ・バルサンティ（Eugenio Barsanti、内燃機関の共同開発者）
- ロレンツェ・バルトリーニ（Lorenzo Bartolini、19世紀の彫刻家）
- ジュリー・クラリー（ジョゼフ・ボナパルトの妻）ならびにその娘シャルロット・ナポレオーヌ・ボナパルト
- レオナルド・ブルーニ（Leonardo Bruni、15世紀の学者、歴史家、フィレンツェ共和国首相）
- ダンテ（遺体はラヴェンナに埋葬されている）
- ウーゴ・フォスコーロ（Ugo Foscolo、19世紀の詩人）
- ガリレオ・ガリレイ
- ジョヴァンニ・ジェンティーレ（20世紀の哲学者）
- ロレンツォ・ギベルティ（ルネサンスの彫刻家）
- ヴィットリオ・ギベルティ（その息子）
- ニッコロ・マキャヴェッリ（Innocenzo Spinazzi作）
- カルロ・マルスッピーニ（Carlo Marsuppini、15世紀のフィレンツェ共和国首相）
- ミケランジェロ・ブオナローティ
- Raffaello Morgheni （19世紀の彫刻家）
- ジョアキーノ・ロッシーニ
- Princess Louise of Stolberg-Gedern（Princess Louise of Stolberg-Gedern、チャールズ・エドワード・ステュアートの妻）
- グリエルモ・マルコーニ
- エンリコ・フェルミ

## 修道院と付属美術館
主回廊には、パッツィ家礼拝堂がある。これは1442年から1446年にかけて、参事会会議場として建てられ、最終的に1470年代に完成したものである。先にサンタ・マリア・デル・フィオーレ大聖堂のドームを作ったフィリッポ・ブルネレスキは、 精密なシンプルさと簡素さを保てるよう、そのデザインに留意した。
鐘楼は、最初のものが落雷によって傷んだため、1842年に再建された。ゴシック・リヴァイヴァル建築の大理石のファサードは、1857年から1863年にかけて、ニッコロ・マタスが制作した。
付属美術館は昔の食堂をあてられ、回廊とは分けてある。その回廊にはフローレンス・ナイチンゲールの祈念碑が建っている。ナイチンゲールはこの町の生まれで、名前も町の名から付けられた。ブルネレスキは内側の回廊も手掛け、1453年にそれは完成した。
かつてのフランシスコ会士の寄宿舎は、現在、革製品の学校になっている。訪問客は伝統工芸の財布や書類入れ、その他の革製品を見ることができ、またそれらは隣接する店で売られている。

## 美術
サンタ・クローチェ聖堂でみられる主要作品は以下のとおりである。
- ベネデット・ダ・マイアーノ - 説教壇。パッツィ家礼拝堂の扉（弟ジュリアーノ・ダ・マイアーノと共同制作）。
- アントニオ・カノーヴァ - ヴィットーリオ・アルフィエーリの記念碑。
- チマブーエ - 『キリスト磔刑』（1966年の浸水で被害を受け、現在は食堂にある）
- アンドレア・デッラ・ロッビア - メディチ家礼拝堂の祭壇画。
- ルカ・デッラ・ロッビア - パッツィ家礼拝堂の装飾。
- デジデーリオ・ダ・セッティニャーノ - カルロ・マルスッピーニの墓碑。パッツィ家礼拝堂のフリーズ。
- ドナテッロ - 南壁の『受胎告知』のレリーフ。バルディ家礼拝堂左手のキリスト磔刑像。食堂の『トゥールーズの聖ルイ（Louis of Toulouse） 』（元々はオルサンミケーレ教会のために制作）。
- アーニョロ・ガッディ - カステラーニ礼拝堂および内陣のフレスコ画群。内陣のステンドグラス。
- タッデオ・ガッディ - バロンチェッリ礼拝堂のフレスコ画群。聖具室の『キリスト磔刑』。食堂の『最後の晩餐』（彼の最高傑作と言われている）。
- ジョット - ペルッツィ礼拝堂およびバルディ家礼拝堂右手のフレスコ画群。バロンチェッリ礼拝堂の祭壇画『聖母戴冠』もおそらく彼の作品だろうと言われている。
- ジョヴァンニ・ダ・ミラノ - リヌッチーニ礼拝堂のフレスコ画群（『聖母マリアとマグダラのマリアの生涯』も）。
- マーゾ・ディ・バンコ - バルディ・ディ・ヴェルニオ礼拝堂のフレスコ画群（シルウェステル1世の生涯を描いたもの）。
- ヘンリー・ムーア - 主回廊の戦士の彫刻。
- オルカーニャ - フレスコ画の大部分はヴァザーリによる改築中になくなったが、食堂にいくつかの断片が残っている。
- アントーニオ・ロッセリーノ（Antonio Rossellino） - 南側廊の『マドンナ・デル・ラッテ（乳の聖母）』のレリーフ（1478年）。
- ベルナルド・ロッセリーノ - レオナルド・ブルーニの墓碑。
- サンティ・ディ・ティート - 北側廊の祭壇画『エマオの晩餐』ならびに『キリストの復活』。
- ジョルジョ・ヴァザーリ - ミケランジェロの墓碑（彫刻はValerio Cioli、Iovanni Bandini、Battista Lorenzi）。『カルバリへの道』[3]。
- ドメニコ・ヴェネツィアーノ - 食堂の『聖ヨハネと聖フランチェスコ』。

メディチ家礼拝堂の中にあった、ロレンツォ・ディ・ニッコロ（Lorenzo di Niccolò）の多翼祭壇画は、現在二つに分割されて、フィレンツェ・ギャラリーズとミラノのバガッティ・ヴァルセッキ博物館にある。